# Hogerhuis (Verenigd Koninkrijk)

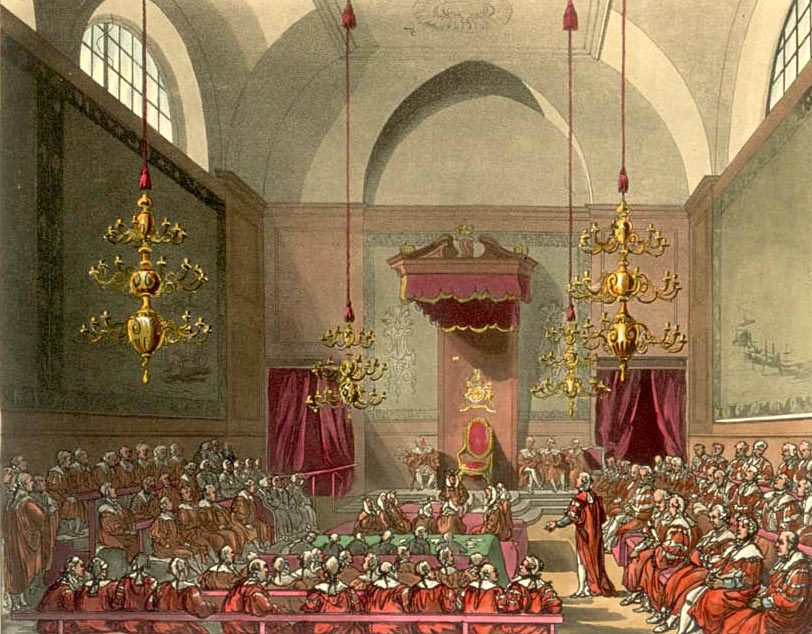
The House of Lords (1809)

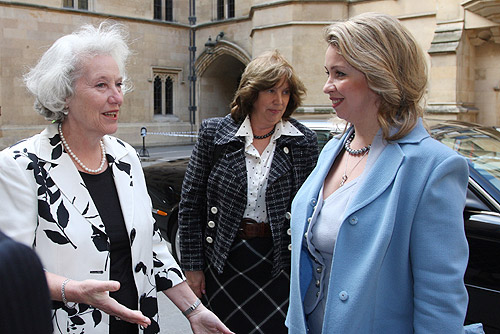
Barones Helene Hayman (links), de eerste Lord Speaker van het Britse Hogerhuis, ontvangt Svetlana Medvedeva, echtgenote van de voormalige Russische president Dmitri Medvedev

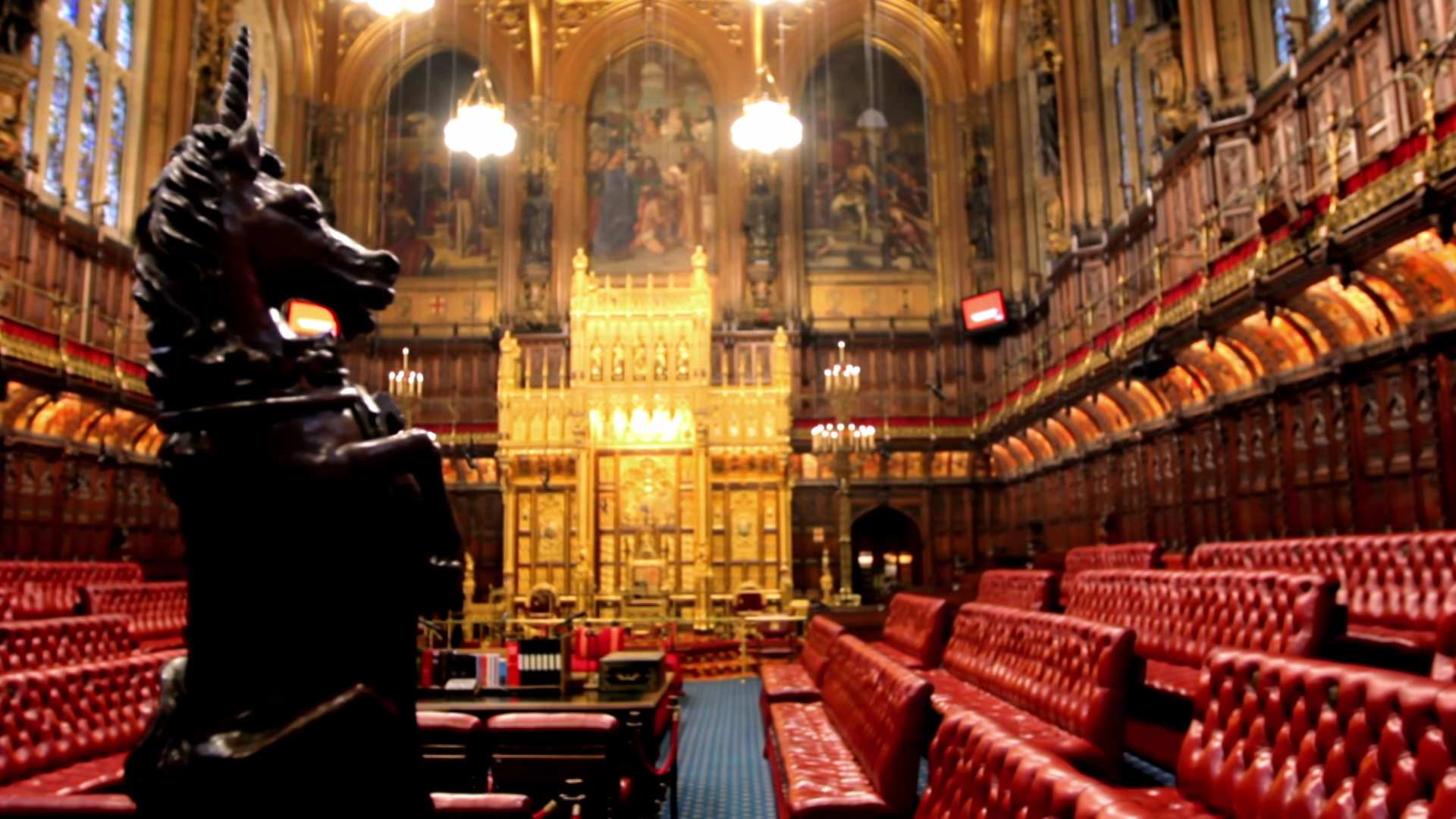
The House of Lords Chamber

Het Hogerhuis (House of Lords) is een van de drie leden van het bicamerale parlement van het Verenigd Koninkrijk. Het lichaam, gevestigd in het Londense Palace of Westminster, heeft zijn aristocratische oorsprong grotendeels behouden. Het bestaat uit personen die niet democratisch worden verkozen, maar die zetelen dankzij benoeming (life peers), dankzij overerving (hereditary peers), of dankzij hun hoge ambt in de Church of England (Lords Spiritual). Op wetgevend vlak kunnen in het Hogerhuis wetsvoorstellen worden ingediend, geamendeerd of afgewezen, maar heeft het verkozen Lagerhuis het laatste woord. Op uitvoerend vlak komen leden van het Hogerhuis in aanmerking voor kabinetsposities, zij het meestal de lagere. Rechtelijke functies hebben de Lords niet meer (tot oktober 2009 vormden de Law Lords het hoogste hof voor strafzaken in Engeland, Wales, Noord-Ierland en voor civielrechtelijke zaken in het hele Verenigd Koninkrijk).
Het uit de 14e eeuw daterende Hogerhuis is de tegenhanger van het Lagerhuis (House of Commons, vergelijkbaar met de Nederlandse Tweede Kamer of de Belgische Kamer van volksvertegenwoordigers). Er heerst een ingetogener sfeer dan in het Lagerhuis. De leden spreken elkaar tijdens zittingen aan met my noble friend of my noble lady, het is bij uitstek een belichaming van oude tradities. De voorzitter, de Lord Speaker, zit op de Woolsack zetel, nog altijd bekleed met een wolzak, omdat in de middeleeuwen de schapenteelt werd beschouwd als de economische basis van Engeland.
Het huis heeft niet veel macht; het kan besluiten van het Lagerhuis hooguit enige tijd tegenhouden. Wel wordt wetgeving regelmatig geamendeerd op initiatief van het Hogerhuis.

## Geschiedenis
Twijfel over het bestaansrecht van het Hogerhuis is geen recent verschijnsel; in 1649 werd het zelfs afgeschaft door de revolutionaire Oliver Cromwell, die ook al met de monarchie had afgerekend. Na de restauratie van de monarchie werd het in 1660 echter weer hersteld in een sterkere positie dan het Lagerhuis, die het tot in de 20e eeuw behield.
Rond 1910 rees er een ernstig constitutioneel conflict over de positie van het House of Lords. De liberalen regeerden sinds 1906 met een grote meerderheid in het Lagerhuis en accepteerden niet meer, dat hun wetten het risico liepen door het conservatieve Hogerhuis te worden weggestemd of geamendeerd. De radicale minister van Financiën David Lloyd George dreef de zaak op de spits met een zeer activistische begroting voor het jaar 1910, waarin ook de registratie van het grondbezit werd geregeld. De Lords vonden deze methode juridisch onhoudbaar, waarmee het spel op de wagen was.
Vervroegde verkiezingen losten niets op en een serie constitutionele gesprekken evenmin. In 1911 kwam Asquith met een Parliament Bill, die het vetorecht van de Lords reduceerde tot een periode van twee jaar. Hij liet doorschemeren dat de nieuwe koning George V bereid was om indien nodig 500 nieuwe Lords te benoemen om de regering een meerderheid in het Hogerhuis te verschaffen. De Tories raakten verdeeld in twee kampen: de ditchers die zich in de laatste gracht wilden verschansen, en de hedgers, die zich tactisch wilden terugtrekken. De laatsten wonnen het pleit: de Parliament Bill werd op 10 augustus 1911 aangenomen met 131 tegen 114 stemmen. Er hadden 37 Tories plus veertien bisschoppen voor de wet gestemd. Een groot deel van de conservatieven verliet onder aanvoering van Lord Lansdowne voor de stemming de vergaderzaal.

## Samenstelling
De leden van het Hogerhuis worden niet via verkiezingen gekozen, maar erven hun zetel, worden benoemd door de kroon of aangeduid uit hoofde van hun kerkelijk ambt. Er zijn twee groepen leden: vertegenwoordigers van de Church of England (Lords Spiritual), die lid zijn zolang ze hun kerkelijke functie bekleden, en overige leden (Lords Temporal), die lid zijn voor het leven. Het Hogerhuis bestaat zodoende uit:
- maximaal 26 geestelijken, die anno 2023 bestaan uit twee aartsbisschoppen en 23 bisschoppen (vijf van hen zetelen volledig ambtshalve, de anderen worden gekozen op basis van geslacht en anciënniteit);
- maximaal 12 rechters, door de regering benoemde leden die juridische functies uitoefenen, informeel bekend als de Law Lords. In 2009 is deze functie overgeheveld naar het nieuw opgerichte Supreme Court;
- edelen die door vererving een zetel hebben gekregen. Sinds de hervormingen van 1999, waarbij honderden edelen hun zetel verloren, zijn dit er hooguit 92:
  - 15 erfelijke edelen gekozen door het gehele huis
  - 75 erfelijke edelen gekozen door de erfelijke edelen in het huis
  - 2 erfelijke edelen die bepaalde hoffuncties uitoefenen in het parlement
- circa 600 edelen die door benoeming van de kroon een zetel voor het leven hebben gekregen: life peers. Zij hebben de rang van baron(es). In 2001 werden 15 people's peers benoemd: burgers die door een onafhankelijke commissie waren voorgedragen voor benoeming.
- Sinds 1958 kunnen ook ladies lid zijn van het House of Lords. In dat jaar traden de eerste vier vrouwen toe.

## Voorzitter
Voorzitter van het Hogerhuis was tot 2006 de Lord Chancellor. Hij werd benoemd door koningin Elizabeth en was een van de leidende ministers, aanvankelijk zelfs regeringsleider. Naarmate het gewicht van het Lagerhuis toenam, nam de macht van de Lord Chancellor af. Op 6 juli 2006 koos het Hogerhuis voor het eerst zelf een voorzitter (Lord Speaker).

## Mislukte hervorming van 2010-2012
In maart 2010 berichtte de The Sunday Telegraph op basis van gelekte gegevens dat de Britse regering het Hogerhuis wilde afschaffen en een nieuwe Kamer wilde installeren, die vermoedelijk de Senaat genoemd zou moeten worden. Volgens de krant was het een strategie van de regerende Labour Party voor de komende parlementsverkiezingen; zo zouden ze de Conservatieve Partij uit de tent willen lokken.
Na die verkiezingen, die Labour verloor, trad in mei 2010 een regering van Liberal Democrats (LD) en de conservatieven aan. Hierin werden op initiatief van LD afspraken gemaakt over het reduceren van het aantal leden van het Hogerhuis tot 450, die bovendien voor 80 procent gekozen in plaats van benoemd zouden moeten worden en niet langer de titel lord zouden mogen dragen. Aan de kant van de conservatieven was hier echter veel verzet tegen, waardoor in 2012 een stemming in het Lagerhuis over de kwestie niet doorging, tot verontwaardiging van de vicepremier van LD, Nick Clegg.

## Troonrede
Het huis is ook in gebruik voor ceremoniële staatsbijeenkomsten, waaronder het uitspreken van de jaarlijkse troonrede. De troon voor het staatshoofd is van architect Augustus Welby Northmore Pugin en dateert van 1847. Er horen twee kleinere zetels (neventronen) bij: voor de gemaal en de meerderjarige opvolgers van het staatshoofd.
Abchazië: Parlement · 
Albanië: Kuvendi · 
Andorra: Consell General de les Valls · 
Armenië: Azgayin Zhoghov · 
Azerbeidzjan: Milli Məclis · 
België: Federaal Parlement (Senaat en Kamer) · 
Bosnië en Herzegovina: Parlementarna Skupština · 
Bulgarije: Narodno Sobranie · 
Cyprus: Vouli ton Antiprosópon · 
Denemarken: Folketing · 
Duitsland: Bundestag (en Bundesrat) · 
Estland: Riigikogu · 
Finland: Eduskunta · 
Frankrijk: Parlement (Assemblée nationale en Sénat) · 
Georgië: Parlement · 
Griekenland: Vouli · 
Hongarije: Országgyűlés · 
Ierland: Oireachtas (Dáil en Seanad) · 
IJsland: Alþingi · 
Italië: Parlement (Kamer en Senaat) · 
Kazachstan: Parlamenti (Majilis en Senaat) · 
Kosovo: Assemblee · 
Kroatië: Sabor · 
Letland: Saeima · 
Liechtenstein: Landtag · 
Litouwen: Seimas · 
Luxemburg: Chambre · 
Macedonië: Sobranie · 
Malta: Il-Kamra · 
Moldavië: Parlamentul · 
Monaco: Conseil National · 
Montenegro: Skupština · 
Nagorno-Karabach: Azgayin Zhoghov · 
Nederland: Staten-Generaal (Eerste Kamer en Tweede Kamer) · 
Noord-Cyprus: Cumhuriyet Meclisi · 
Noorwegen: Storting · 
Oekraïne: Verchovna Rada · 
Oostenrijk: Nationalrat · 
Polen: Sejm (en Senat) · 
Portugal: Assembleia da Republica · 
Roemenië: Camera Deputaţilor · 
Rusland: Federatieve vergadering (Staatsdoema en Federatieraad) · 
San Marino: Consiglio Grande e Generale · 
Servië: Narodna skupština · 
Slowakije: Národná Rada · 
Slovenië: Državni Zbor en Državni Svet · 
Spanje: Cortes Generales (Senado en Congreso de los Diputados) · 
Transnistrië: Opperste Sovjet · 
Tsjechië: Parlament (Senaat en Kamer van Afgevaardigden) · 
Turkije: Meclis · 
Verenigd Koninkrijk: Parliament (House of Commons en House of Lords) · 
Wit-Rusland: Nationale Vergadering (Huis van Afgevaardigden en Raad van de Republiek) · 
Zuid-Ossetië: Parlement · 
Zweden: Riksdag · 
Zwitserland: Bondsvergadering (Nationale Raad en Kantonsraad)
Cursief: wijst op een niet of slechts deels erkende staat